# RARP
A RARP (Reverse Address Resolution Protocol): Az ARP protokoll fordítottja, amely olyan táblázattal dolgozik, amelyben az van felsorolva, hogy milyen IP-cím milyen Ethernet- (fizikai) címnek felel meg. A RARP protokollal az RFC 903 foglalkozik.
A hálózatban szereplő gazdagépek minden esetben ismerik saját fizikai címüket. A TCP/IP protokoll IP-címeken keresztül kapcsolja össze a hálózatban lévő eszközöket. A RARP protokoll egy szerverhez fordul saját IP-címének kiderítése céljából, amiről később operációs rendszert is letölthet. A hálózaton lévő RARP szerver az üzenetet megkapva kikeresi az adott Ethernet-címhez előre beállított IP-címet, azt a datagramban elhelyezi, majd visszaküldi a feladónak. Egy (vagy több) RARP szerver táblázatban (RARP táblázat) tartja nyilván a fizikai címekhez tartozó hálózati címeket. A táblázatot a rendszeradminisztrátor tartja karban. A fizikai cím - hálózati cím összerendelés statikus. Több RARP szerver esetén egy fizikai címhez minden RARP szerveren ugyanazt a hálózati címet kell rendelni (nem függhet a szervertől az összerendelés).
A protokoll használata csak speciális esetekben szükséges: hálózati boot, X-terminálok, Network Computerek.